# Крум (місто)
Крум або Крума (алб. Krumë) — місто та колишній муніципалітет в області Кукес, північна Албанія. Після реформи в 2015 році Крум стало адміністративним центром округу Хас. Населення станом на 2011 рік складало 6,006 людей.

## Розташування
Крум розташовано близько 430 метрів над рівнем моря. Це є невелике місто на північний захід від гір Курма. У цих горах знаходяться джерела підземної води, названі Врела з чистою прохолодною водою забезпечуючи місцеве населення водою. Мая Ґутеза, розташована з декількох кілометрах від міста Крум, має висоту 1435 над рівнем моря. 

## Економіка
Основними видами занять є мідні руди і сільське господарство. Регіон відомий своїми родовищами міді, продукція яких, як очікується, різко зросте в найближче десятиліття. Відповідно до планів уряду, туризм і мідні руди будуть підіймати економіку округу.